# Luiz Aquila
Luiz Aquila da Rocha Miranda (Rio de Janeiro, 27 de fevereiro de 1943) é um pintor, desenhista, gravador e professor brasileiro, conhecido também por seu papel de orientador artístico da Geração 80, quando era professor na Escola de Artes Visuais do Parque Lage. Participou de três edições da Bienal Internacional de São Paulo, da 27ª Bienal de Veneza e teve retrospectivas de sua obra no Museu de Arte Moderna do Rio de Janeiro, no Museu de Arte de São Paulo , e no Paço Imperial. Em 2019, exposição de obras recentes no Museu Nacional de Belas Artes, Luiz Aquila III Milênio - criação em aberto.